# Aedh (mormaer de Moray)
Aedh ou Heth mormaer de Moray à la fin du XIe siècle

## Origine
Selon le biographe du clan MacKay, Aedh mormaer de Moray serait l'arrière-petit-fils de Domnall mac Ruaidraih cité dans le « Book of Deer » comme co-bienfaiteur de l'Abbaye de Deer vers l'an 1000 et troisième fils du mormaer de Moray Ruairaidh mac Domnall.
La charte (Lawrie XXXVI) de fondation  d'un prieuré de Chanoines réguliers de saint Augustin dans l'abbaye celtique de Scone sous le roi Alexandre Ier mentionne un certain « Beth comes » (c'est-à-dire en gaélique « Mormaer Beth ») qui est peut-être une erreur de copiste pour Heth ou Aedh car par exemple, dans le même document le nom du mormaer de Strathearn « Máel Ísu » est transcrit en «  Mallus comes ».

## Règne
Nous ne savons pratiquement rien d'Aedh ou Heth qui aurait succède à son beau-frère Maelnectan en 1078 comme mormaer de Moray. 
Toutefois les Annales d'Ulster qui relèvent en 1085 la mort de Maelnectan notent la même année que Domnall mac Mael Coluim i.e Donald fils du roi Malcolm III d'Écosse et d'autres « terminent leur vie de manière malheureuse  » . Cette fin peu explicite est peut-être liée à leur meurtre par les « Hommes de Moray » .

## Postérité
Il semble que le successeur d'Aedh/Heth  soit à une date indéterminée son fils Angus mac Aedh que les Annales d'Ulster désignent lors de sa mort en 1130 comme le « fils de la fille de Lulach ».
Un descendant d'Aedh/Heth  Máel Coluim MacHeth (mort en 1168) obtiendra du roi Malcolm IV d'Écosse le Comté de Ross en 1157. D'autres MacHeth maintiendront leurs prétentions dans le nord de l'Écosse jusqu'au début du XIIIe siècle.

## Source
- (en) Mike Ashley The Mammoth Book of British Kings & Queens Robinson (Londres 1999)  (ISBN 1-84119-096-9):   « Aed or Heth » p. 416-417.
- (en) Alex Woolf  « The "Moray Question" and the Kingship of Alba in the Tenth and Eleventh Centuries » The Scottish Historical Review  Volume LXXIX 2 n°208 october 2000 p. 145-164